# Ágnes Rózsa
Ágnes Rózsa geb. Halász (* 17. Dezember 1910 in Nagyvárad, heute Oradea, dt.: Großwardein; † 30. Juli 1984 in Kolozsvár) war eine ungarisch-rumänische Schriftstellerin und Übersetzerin.

## Leben
Als Ágnes Rózsa zur Welt kam, gehörte Nagyvárad zur Österreichisch-Ungarischen Monarchie und befand sich in der Entwicklung zu einer modernen Großstadt. Nach dem Ersten Weltkrieg wurde Nagyvárad 1920 aber Rumänien zugeschlagen, und die neue Randlage bremste das Wachstum der Stadt. In dieser Zeit wuchs Ágnes auf, absolvierte ihre Schullaufbahn und erlangte anschließend 1931 ihr Juradiplom an der Universität in Oradea.
Danach studierte Rózsa drei Jahre lang in Dijon in Frankreich. Nach ihrer Rückkehr arbeitete sie als Angestellte in Oradea und fertigte neben dieser Tätigkeit für die Zeitung „Szabad Szó“ (Freies Wort) Übersetzungen aus der „Weltbühne“, den „Blauen Heften“ und „L’Humanité“ an. Ab 1941 war sie Lehrerin am Kecskeméti-Lipót-Gymnasium in Oradea. Am 26. Dezember 1938 heiratete sie Gyula Schapira, einen Lehrer am Kecskeméti-Lipót-Gymnasium, der dort Kunst und Literatur unterrichtete. Er verstarb kurze Zeit nach seiner Heimkehr aus der Zwangsarbeit.
1944 wurde Ágnes zusammen mit ihren Eltern in das KZ Auschwitz deportiert und von dort nach fünf Monaten nach Nürnberg zur Zwangsarbeit gebracht.
Nach ihrer Heimkehr erwarb die Autorin 1945 ihr zweites akademisches Diplom in Englisch, Französisch und Ästhetik an der Bólyai-Universität in Cluj (Kolozsvár). Zwischen 1945 und 1948 war sie in Oradea als Lehrerin am Handelslyzeum, Jüdischen Gymnasium und Ungarischen Mädchenlyzeum tätig.
1949 siedelte Ágnes Rózsa nach Cluj über. Dort wurde sie Leiterin des Ungarischen Mädchenlyzeums (heute Apácai-Csere-János-Lyzeum). Ab 1953 lehrte sie gleichzeitig am Ady-Sincai-Lyzeum. In diese Zeit fiel auch ihre Heirat mit ihrem zweiten Mann, Jenö Rózsa. Von 1957 bis zu ihrer Pensionierung im Jahre 1968 arbeitete sie als Lektorin an der Babeș-Bolyai-Universität Cluj, zuletzt in deren Fakultät für Französisch.
Ágnes Rózsa starb am 30. Juli 1984 in Kolozsvár und wurde dort am 3. August auf dem Neologen jüdischen Friedhof beigesetzt. Im Sommer 2005 erhielt ihr Grab auf private Initiative erstmals eine würdige Fassung.

## Werke
- Im Ruhestand widmete sich Ágnes Rózsa der Edition ihrer Aufzeichnungen aus der Zeit des Holocausts. Als Buch erschienen sie erstmals, in ungarischer Sprache 1971 unter dem Titel „Jövölesök“ (Die auf die Zukunft hoffen) beim Bukarester Kriterion Verlag. Die zweite Ausgabe folgte 1978 beim Magvetö Verlag in Budapest als „Nürnbergi Napló“ (Nürnberger Tagebuch). – Die deutsche Übersetzung erschien 2006 unter dem Titel: "Solange ich lebe, hoffe ich" bei der testimon Verlag in Nürnberg.
- Zusätzlich arbeitete sie weiterhin als Übersetzerin aus dem Französischen, u. a. für die in Cluj erscheinende ungarische, literatur- und sprachwissenschaftliche Zeitschrift „Összehasonlító Irodalomtörténelmi Lapok“ (Vergleichende literaturgeschichtliche Blätter). Ihr Œuvre als Übersetzerin umfasste bezeichnenderweise auch Schriften Voltaires zur religiösen Toleranz, etwa eine Briefedition unter dem Titel „Ich, der Don Quijote der Verfolgten“.

- „Solange ich lebe, hoffe ich“: Ágnes Rózsas Aufzeichnungen beginnen dort, wo das Tagebuch der Anne Frank aufhört: Vom damals ungarischen Siebenbürgen wird die junge Lehrerin im Mai 1944 in das Vernichtungslager Auschwitz-Birkenau verschleppt. Mit viel Glück überlebt sie die Selektionen durch den Lagerarzt Josef Mengele, Hunger und Krankheiten, um im Oktober desselben Jahres von Vertretern der Firma Siemens zur Zwangsarbeit in einem ihrer Nürnberger Werke ausgewählt zu werden. In der Werkstatt bietet sich ihr die Gelegenheit, Papier und Bleistift zu stehlen, um ihre Erlebnisse, Gefühle und Reflexionen aufzuzeichnen. In der Form fiktiver Briefe an ihren geliebten Ehemann hält Ágnes das sie umgebende Pandämonium aus Lebensgefahr durch Gaskammer oder alliierte Bomben, nervtötender Routine und sadistischen SS-Wachen fest, charakterisiert aber auch treffend ihre Leidensgenossinnen und gewährt tiefe Einblicke in ihr eigenes Gemütsleben und ihren einsamen Kampf, trotz aller Demütigungen ein Mensch zu bleiben. So entstand mit ihrem Tagebuch, bei dessen Entdeckung sie mit der Todesstrafe hätte rechnen müssen, ein einzigartiges, authentisches und bewegendes Zeitdokument.